# قوشاقشلاق خاصای
قوشاقشلاق خاصای یک روستا در ایران است که در استان اردبیل واقع شده‌است. قوشاقشلاق خاصای ۱۴ نفر جمعیت دارد.